# ROW-Tarif

Logo ROW-Tarif

Der ROW-Tarif ist ein Tarif für den Öffentlichen Personennahverkehr innerhalb des Landkreises Rotenburg (Wümme).
Der Tarif ist Teil des Tarifes der VNN.
Zum VBN und zum HVV gibt es Übergangstarife.
Es gibt Einzel-Tickets, Zeitkarten und Gruppen-Tickets.
Die Deutsche Bahn AG ist nicht in den ROW-Tarif integriert. 

## Ticketarten und Besonderheiten
Folgende Tickets gibt es im ROW-Tarif:
- EinzelTicket
- Kinder EinzelTicket (für Kinder von 6 bis 14 Jahre)
- 4er Ticket
- TagesTicket (1 Erwachsener + 2 Kinder)
- Tagesticket PLUS (2 Erwachsene + 4 Kinder)
- 7-TageTicket
- Schüler-7-TageTicket
- MonatsTicket
- MonatsTicket im Abonnement
- Schüler-MonatsTicket
- Schüler-Sammelzeitkarten

Folgende Schienen-Fahrausweise werden anerkannt:
- Fahrscheine für einfache Fahrt und für Hin- und Rückfahrt
- Mitfahrer-Fahrschein
- Rail & Fly
- Gruppenfahrscheine
- Zeitkarten
- FirmenAbonnement
- GroßkundenRabatt
- Dienstantritt Bundeswehr
- German Rail Pass / Eurailpass
- Internationale Fahrkarten

Die BahnCard wird anerkannt und es werden die entsprechenden Rabatte (25 % und 50 %) gewährt.
Inhaber einer BahnCard 100 werden unentgeltlich befördert.
Für DB-Mitarbeiter und deren Angehörige werden Fahrscheine zum Kindertarif ausgegeben.

## Beteiligte Verkehrsunternehmen
Folgende Verkehrsbetrieb wenden den ROW-Tarif an:
- Werner Dierks Omnibusbetrieb, Rotenburg (Wümme)
- EVB Eisenbahnen und Verkehrsbetriebe Elbe-Weser GmbH, Zeven
- KVG Stade GmbH & Co. KG, Stade
- Omnibusbetrieb Schmätjen GbR, Bülstedt-Steinfeld
- Autobus Stoss GmbH, Bremervörde
- Weser-Ems Busverkehr GmbH, Bremen
- Omnibusbetrieb A. Wimmer, Sittensen

## Weblink
- Webseite der Verkehrsgemeinschaft Nordost-Niedersachsen zum ROW-Tarif